# Dolfin
Dolfin – bezludna wyspa w Chorwacji, na Morzu Adriatyckim, w środkowej części zatoki Kvarnerić, część archipelagu Kvarneru.
Jest oddalona o 3,7 km od wyspy Pag. Zajmuje powierzchnię 0,26 km². Jej wymiary to 0,8 × 0,4 km. Maksymalna wysokość wynosi 23 m n.p.m. Długość linii brzegowej wynosi 2 km. Jest porośnięta trawą i krzewami. U jej wybrzeży leżą wysepki Mali Dolfin i Mažunel. Na Dolfinie funkcjonuje latarnia morska.